# Hjalmar Riiser-Larsen
Hjalmar Larsen född 7 juni 1890, död 3 juni 1965, var en norsk flygpionjär, militär (konteramiral) och upptäcktsresande. Han grundade Det Norske Luftfartselskap, var det norska flygvapnets förste chef och den förste chefen för SAS Norge.

## Den tidiga karriären
Riiser-Larsen utexaminerades från den Norska Sjøkrigsskolen i Horten 1915. Eftersom han var mycket flygintresserad sökte han sig till den nystartade Marinens Flyveskole 1915. Han var chef för marinens flygpostlinje mellan Kristiania och Arendal och flygchef i Det Norske Luftfartsrederi 1920. Året efter, 1921, genomgick han en utbildning till luftskeppskapten. Året efter genomförde han en flygning från Horten till Kirkenes 2 600 km på 21½ timmar.

## Polarflygare 1925
Riiser-Larsen var pilot på N-25 vid Roald Amundsen och Lincoln Ellsworths expedition till Nordpolen 1925 med flygbåtarna Dornier Wal N-24 och N-25. Han var med som navigatör i Amundsen, Ellsworth och Umberto Nobiles expedition med luftskeppet Norge över Nordpolen 1926. När Nobile havererade med luftskeppet Italia 1928 ledde han de norska eftersökningarna efter Nobile och Amundsen, som försvunnit i samband med letandet efter Italia. 

## Grundare av DNL
1932 sökte Riiser-Larsen sig åter till marinen, men han nekades anställning på grund av att man ansåg att han inte varit lojal och sysslat med sidoverksamhet som polarforskare. Motiveringen löd Stillingene i Marinene er forbeholdt dem som trofast har utført sin daglige tjeneste i våpenet. Han vände sig då till Fred Olsen och med ekonomiskt stöd från honom startade han flygbolaget Det Norske Luftfartselskap (DNL), där han var verksam som chef 1933–1940. 

## Andra världskriget
I inledningen av andra världskriget tog Riiser-Larsen sig till Sverige för att ta sig vidare till USA. Han kom till Washington via London och Paris med flyg. Väl i Washington erbjöds han tjänsten som marinattaché. Senare utnämndes han till kommendörkapten och chef för Marinens flyvåpen. När major Bjarne Øen förflyttades till England övertog Riiser-Larsen ledningen av träningslägret Little Norway i Kanada. 

## Chef för det norska flygvapnet
Norska exilregeringen i London beslöt att sammanföra Marinens flyvåpen och Hærens flyvåpen till en egen vapengren Kongelige Norske Luftforsvaret. 10 november 1944 var sammanslagningen klar med Riiser-Larsen som första luftförsvarschef. Under 1946 lämnade han luftforsvaret för att fortsätta sin civila karriär.

## Direktör för norska SAS
Riiser-Larsen var direktör för den norska delen av Scandinavian Airlines System (SAS) 1950–1955.

## Eftermäle
På 50-årsdagen för bildandet av Luftforsvaret avtäcktes Per Ungs staty föreställande Hjalmar Riiser-Larsen på Fornebu. Statyn flyttades senare till Oslos nya flygplats vid Gardermoen.